# Georg Maria Roers
Georg Maria Roers SJ (* 1965 in Rees) ist ein deutscher katholischer Theologe und Priester sowie Lyriker.

## Leben
Roers erwarb am Collegium Augustinianum Gaesdonck, wo u. a. Franz Joseph van der Grinten sein Lehrer war, das Abitur und trat danach in den Jesuitenorden ein. Er studierte in München, Frankfurt am Main, Berlin und Linz Katholische Theologie, Philosophie, Germanistik und Kunstwissenschaft. Dabei standen die Fächer Religionsphilosophie und Kunstinterpretation im Mittelpunkt. Mit einer Arbeit über die Ästhetik des Heiligen schloss er sein Theologiestudium bei Friedhelm Mennekes ab; mit einer weiteren Arbeit über die Ästhetische als ontologische Erfahrung beendete er bei Jörg Splett sein Studium der Philosophie.
1998 wurde Roers im Kaiserdom St. Bartholomäus in Frankfurt am Main zum Priester geweiht und war anschließend in Wien tätig. Seine Ausbildung als Jesuit schloss er in Kalifornien ab. Seit 1998 war er Redakteur der Zeitschrift für christliche Spiritualität Geist und Leben, danach war er im Beirat dieser Zeitschrift. 2002 wurde Roers von Friedrich Kardinal Wetter zum Künstlerseelsorger des Erzbistums München und Freising und 2004 zum Kirchenrektor der Münchner Asamkirche (St. Johann Nepomuk) ernannt; mit diesen Aufgaben war er bis Juli 2011 betraut. 2012 war er als Leiter der Katholischen Glaubensinformation in Hamburg tätig. Seit Oktober 2013 ist Roers Erzbischöflicher Beauftragter des Erzbistums Berlin für die Bereiche Kunst und Kultur und seit April 2015 Künstlerseelsorger des Erzbistums Berlin. Außerdem war er zeitweilig Mitglied im Kuratorium und theologischer Berater der Zeitschrift Theo. Das katholische Magazin.
Schon seit seiner Ausbildung und seinem Studium ist Roers in der Vermittlung zwischen Kunst und Katholischer Kirche aktiv. Dabei ließ er beispielsweise Künstler in Münchener Kirchen ausstellen: 2004 Things to come von Christopher Winter in der Basilika St. Bonifaz und Licht, ein Glaubenszeichen von Philipp von Schönborn in der Asamkirche, 2006 Rettungszeichen von Christopher Lewis, wiederum in der Bonifazbasilika, und Raumspiegelungen von Bernd Michael Nestler in der Asamkirche.
Darüber hinaus ist Roers durch fünf Gedichtbände auch als Lyriker hervorgetreten.

## Werke
Lyrik:
- Gedichte 1985–1990. Mit einem Prolog von Bernhard Wißmann und dreißig Vignetten sowie einem Epilog von Gerhard Vincent van der Grinten. Gaesdonck: Gaesdoncker Presse 1990.
- Sanskrit. Gedichte. Tübingen: UVT 1992. ISBN 3-924898-08-1.
- Gestern war es Schnee. München: Kronenbitter 2000. ISBN 3-930580-04-7.
- Bildrauschen. Gedichte. Nachwort von SAID. München: Verlag Sankt Michaelsbund 2008. (= Literarische Broschur. 13.) ISBN 978-3-939905-26-4.
- Wo sind wir auf der Strecke geblieben. Gedichte. Nachwort von Anton G. Leitner. Zeichnungen von Christopher Winter. München: Verlag Sankt Michaelsbund 2011. (= Literarische Broschur. 20.) ISBN 978-3-939905-97-4.

Zur Kunst:
- als Herausgeber: Wolfgang Z. Keller: Pater noster. München, New York und Düsseldorf: Kronenbitter 2003. ISBN 3-930580-05-5.
- als Herausgeber: Die ungleichen Brüder. Künstlerreden und Predigten zum Aschermittwoch von 1986 bis 2004. München: St. Michaelsbund 2005. ISBN 3-920821-71-8. (Siehe auch Aschermittwoch der Künstler.)
- als Herausgeber: Jetzt – der Zeit entfallen. Arbeiten Sybille Loew 2002–2007. Dokumentation der Ausstellung Jetzt vom 6. Februar-2. März 2008 in der ehemaligen Karmeliterkirche, München. Hamburg: Hyperzine-Verlag 2008. ISBN 978-3-938218-24-2.
- als Herausgeber: Im Hause der Blinden. Künstlerreden zum Aschermittwoch von 2004 bis 2010. München: St. Michaelsbund 2010. ISBN 978-3-939905-62-2. (Mit Reden von und Gesprächen mit Jutta Speidel, Stefan Hunstein, Klaus Schultz, Christiane Lange, Wolfgang Frühwald, SAID, Hans Maier, Benedikt XVI. u. Reinhard Marx.)
- daneben zahlreiche Aufsätze und Artikel.